# Kostel svatého Ondřeje (Karlovy Vary)
Kostel svatého Ondřeje (rovněž Kaple svatého Ondřeje) je řeckokatolický farní kostel v Karlových Varech, původně římskokatolický. Byl postaven v prudkém svahu nad pravým břehem Teplé, na místě tehdy zvaném Am Felsen. Za kostelem byl vybudován Ondřejský hřbitov, zrušený roku 1911. Na jeho místě je dnes Mozartův park.
Od roku 1964 je kostel spolu s Mozartovými sady chráněn jako kulturní památka.

## Historie
Kostel zasvěcený svatému Ondřeji dal vybudovat kolem roku 1500 loketský komoří a zemský soudce Štěpán z Brandenu. Dochovala se část jeho zdiva a tak je spolu se Zámeckou věží a ruinami kostela svatého Linharta jednou z mála gotických staveb v Karlových Varech. Dnešní klasicistní podobu získal kostel ve 40. letech 19. století při radikální přestavbě a přístavbě patrové sakristie s márnicí. Plány přestavby vyhotovil stavitel Morawetz. Po druhé světové válce kostel chátral a nakonec byl zrušen. Teprve v roce 1970 uvolnilo město prostředky na jeho generální opravu, kterou provedlo karlovarské družstvo Stavba. Provedená oprava však dlouho nevydržela a již koncem 70. let 20. století musela být provedena rekonstrukce podle projektu hlavního architekta města Adolf Petra. Rekonstruovaný kostel získal státní podnik Hotely a restaurace, který kostel přebudoval na vinárnu. Po sametové revoluci došlo ke zrušení vinárny a než byl kostel vrácen římskokatolické církvi, sloužil po krátkou dobu jako přednášková a koncertní síň. Jeho rekonstrukce pro řeckokatolickou církev proběhla v letech 2005–2009. V současné době využívá kostel řeckokatolická a ukrajinská pravoslavná církev pro sobotní, nedělní a sváteční bohoslužby a další církevní obřady.

## Stavební podoba
Kostel je jednolodní stavba na půdorysu nepravidelného lichoběžníku s neodsazeným trojboce uzavřeným presbytářem. Dochovala se značná část původního zdiva z doby výstavby. Podle starých vyobrazení kryla kostelní loď strmá sedlová střecha, doplněná na hřebeni sanktusníkem, později zastřešené renesanční helmicí. Současnou stavbu kryje valbová střecha, krytá pálenými taškami. Nad ni se zvedá oplechovaná barokní sloupkový sanktusník s lucernou a cibulovou bání, na vrcholu s dvojramenným křížem. Průčelí kostela s obdélným vchodem je obrácené k jihovýchodu. Nad vchodem do kostela je půlkruhové světlíkové okno, v ose nad ním nízký klasicistní trojboký štít. 

## Interiér

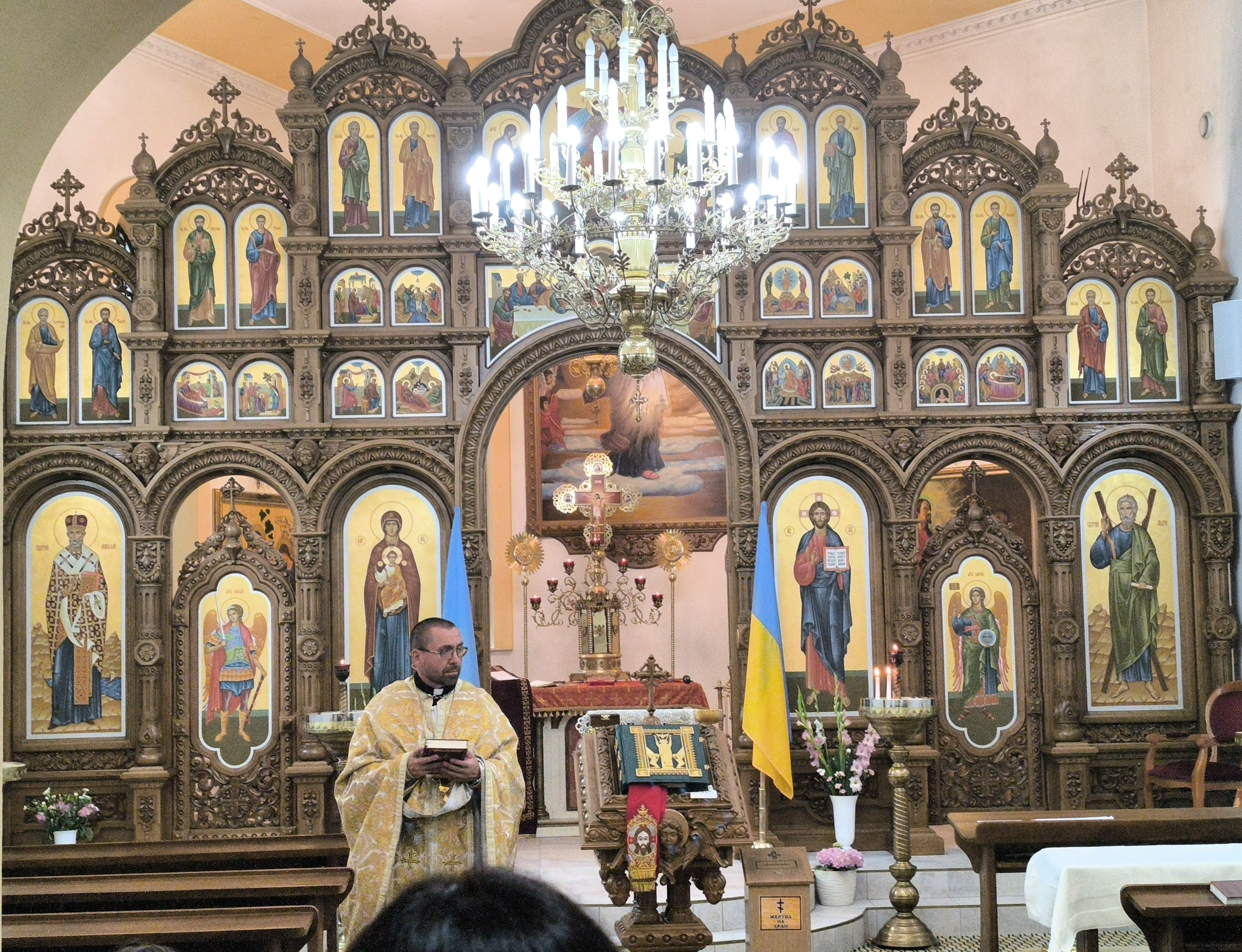
Interiér s ikonostasem, ukrajinskými vlajkami a knězem

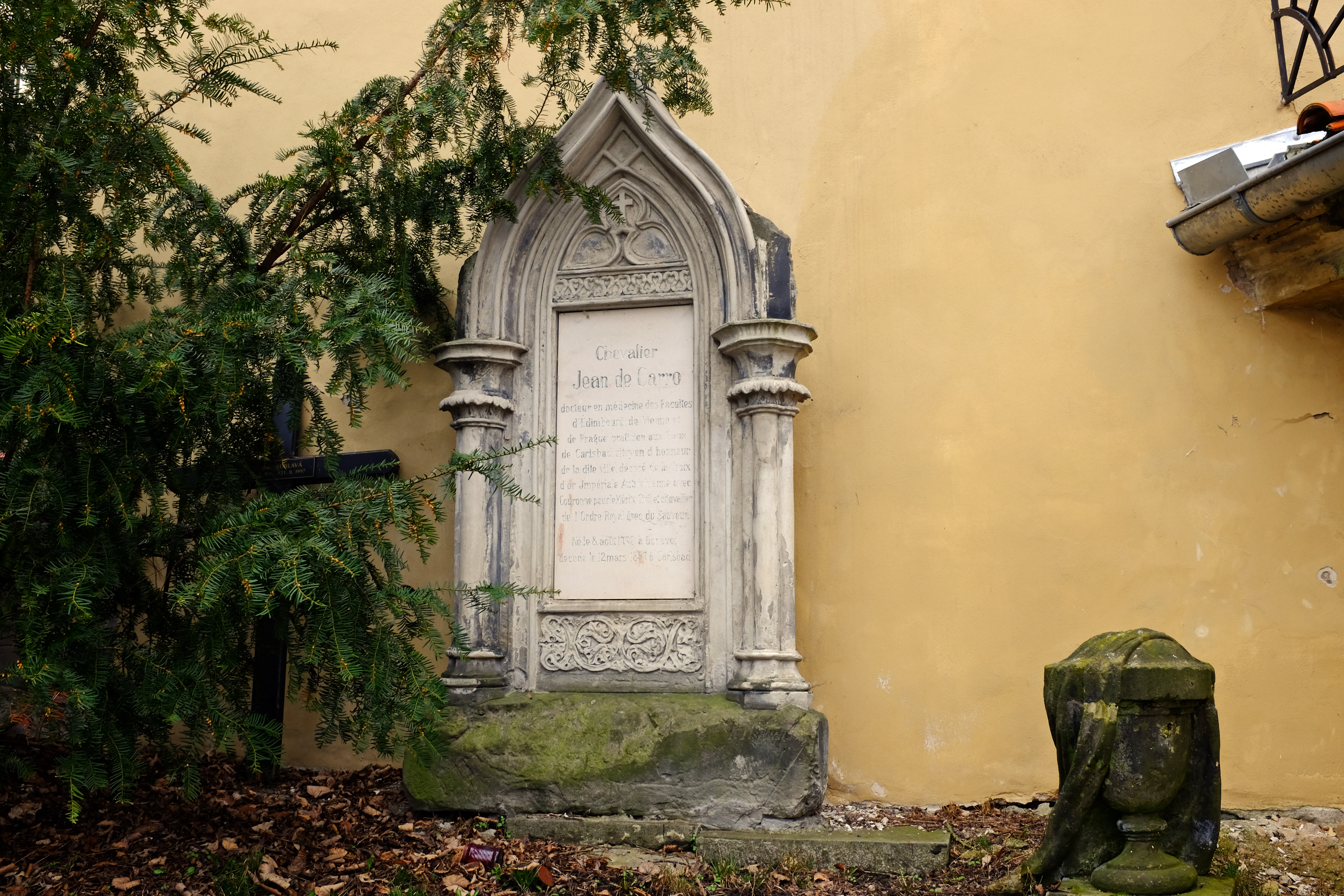
Náhrobek lázeňského lékaře Jeana de Carro († 1857) ve zdi kostela

Plochostropý interiér prosvětlují úzká obdélná, půlkruhově zakončená okna v bočních stěnách lodi a v závěru presbytáře. Původně byl interiér osvětlen vysokými a úzkými hrotitými okny. Kostel je plochostropý. Předsíň je klenutá, s klenebním obloukem nesoucím zděnou kruchtu. Vnitřní vybavení sestává ze pětietážového dřevěného ikonostasu, kovaného šestnáctiramenného lustru a lavic. Ve spodní řadě ikonostasu jsou obrazy svatého Mikuláše, archanděla Gabriela, Panny Marie Bohorodičky s dítětem, Krista  Pantokratora, archanděla Michaela a svatého Ondřeje s křížem, nad nimi ve dvou řadách cykus scén ze života Panny Marie a Krista s Poslední večeří Páně uprostřed, v horním patře postavy 12 apoštolů obklopují skupinu Ukřižování. Na oltářní menze stojí kovaný sedmiramenný svícen a krucifix. V předsíni visí obrazy Ecce homo a neurčené světice. 
Část historického vybavení, například malé barokní varhany z roku 1700 s ručním pákovým měchem, je uložena v depozitáři Muzea Karlovy Vary.

## Ondřejský hřbitov
Mozartovy sady zaujímají plochu pozemku starého Ondřejského hřbitova, na kterém se pohřbívalo od konce středověku až do roku 1864.  Na hřbitov byly po roce 1784 přeneseny některé náhrobky ze zrušeného hřbitova od kostela Maří Magdalény a pohřbívali se zde cizinci, zesnulí v Karlových Varech. Roku 1911 byl hřbitov zrušen. Po první parkové úpravě sem byly v roce 1995 navráceny náhrobky z 18. a 19. století. Při rozsáhlé úpravě z let 2005-2009 byly vyzdviženy některé dosud zasypané náhrobníky a Mozartovy sady zpřístupněny veřejnosti.